# 25566 Panying
25566 Panying este un asteroid din centura principală de asteroizi.

## Descriere
25566 Panying este un asteroid din centura principală de asteroizi. A fost descoperit pe 10 decembrie 1999 la Socorro, New Mexico, în cadrul proiectului LINEAR. Asteroidul prezintă o orbită caracterizată de o semiaxă mare de 2,64 ua, o excentricitate de 0,07 și o înclinație de 4,3° în raport cu ecliptica.